# Tipula megalyra
Tipula megalyra är en tvåvingeart som beskrevs av Alexander 1945. Tipula megalyra ingår i släktet Tipula och familjen storharkrankar. Inga underarter finns listade i Catalogue of Life.